# Nick Goepper
Nick Goepper, född den 14 mars 1994 i Lawrenceburg, USA, är en amerikansk freestyleåkare.
Goepper tog OS-brons i herrarnas slopestyle i samband med de olympiska freestyletävlingarna 2014 i Sotji. Vid olympiska vinterspelen 2018 i Pyeongchang tog han silver i samma gren. Vid olympiska vinterspelen 2022 i Peking tog Goepper återigen silver i slopestyle.